# Arthur Haberlandt
Arthur Haberlandt, född 9 mars 1889, död 28 maj 1964, var en österrikisk etnograf.
Arthur Haberlandt var son till Michael Haberlandt. Han blev privatdocent i etnografi vid Wiens universitet 1914, erhöll 1924 professors titel och blev chef för Museum für Volkskunde 1923. Efter andra världskriget entledigades Haberlandt från sina ämbeten.